# 蛇尾川
蛇尾川（さびがわ、じゃびがわ）は、栃木県の那須野が原扇状地を流れる那珂川水系箒川支流の一級河川である。

## 地理
栃木県那須塩原市の大佐飛山地に源を発する支流、大蛇尾川と小蛇尾川が山地を抜けた地点で合流して蛇尾川となり、那須塩原市を南東に流れ、扇状地で熊川を合わせる。大田原市片府田で白倉山を水源とし那須塩原市塩原温泉郷より流れてくる箒川に合流する。
大蛇尾川と小蛇尾川の合流地点より下流側の中流域は、扇状地那須野が原中央を伏流水として流れる水無川となっている。川岸には土手が築かれ一面の河原が広がり、橋もかかっているものの、その川底には水が流れていない、もしくは水量の少ない流れがまばらに出現するような枯れ川の光景が十数キロに渡って連続する。一方で大雨の際にはこの河原に大量の水が流れ、過去には洪水による被害を幾度も起こしたという河川が出現する。
一説によれば、「さび」という川の名はアイヌ語の「サッ・ピ・ナイ」（渇いた小石河原の川）に由来するという。この流域は川沿いでありながら水利の便が悪く、かつては不毛の荒野であった時期が長く続いた。
伏流した流れは扇状地の扇端にあたる大田原市郊外で再び地表に流れ出る。大田原市城山2丁目には川に沿って「蛇尾川緑地公園」があり、緑地や運動施設が設けられている。扇端の湧水地帯には、天然記念物のミヤコタナゴやイトヨが生息する。

## 支流
- 大蛇尾川
- 小蛇尾川
- 熊川

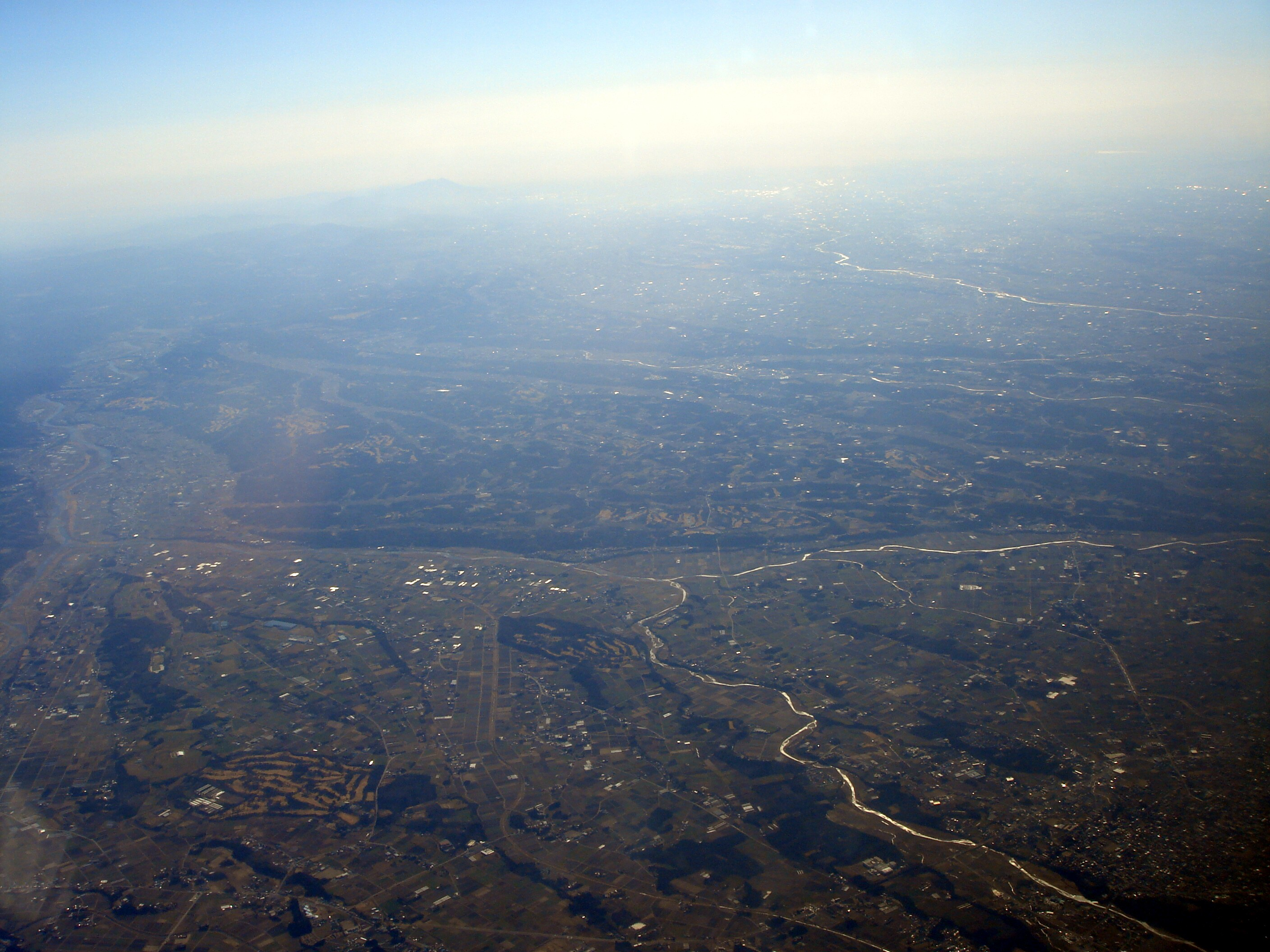
手前蛇尾川が那須野が原扇状地の縁を流れる箒川に合流する。大田原市上空よりさくら市方向を望む。

熊川は那須野が原扇状地の中央を蛇尾川と並行し、扇端部で合流する。この支流も蛇尾川と同様に普段は水が流れていないが、やはり大雨の際にはたびたび氾濫を起こす川となる。
蛇尾川にはこの他にも、那珂川から引かれた用水路である那須疏水から、地下水涵養を目的とした人為的な放水が行われている。これは冬季などの非灌漑期には水田から地下水へと浸透する分の水量が得られなくなってしまうため、そうした時期にも井戸水への水の供給が滞らないようにという意図の下で行われている。

## 河川施設
上流の支流には、認可出力90万kWの揚水発電に利用される下記の大型ダムがある。
- 蛇尾川ダム - 揚水式発電の下池
- 八汐ダム - 揚水式発電の上池

那須野が原の扇央部は水が枯れるため、飲料水を得るには上流から用水路を引く必要があった。
- 蟇沼用水 - 一帯では最も古い歴史を持つ用水路

## 蛇尾川の画像

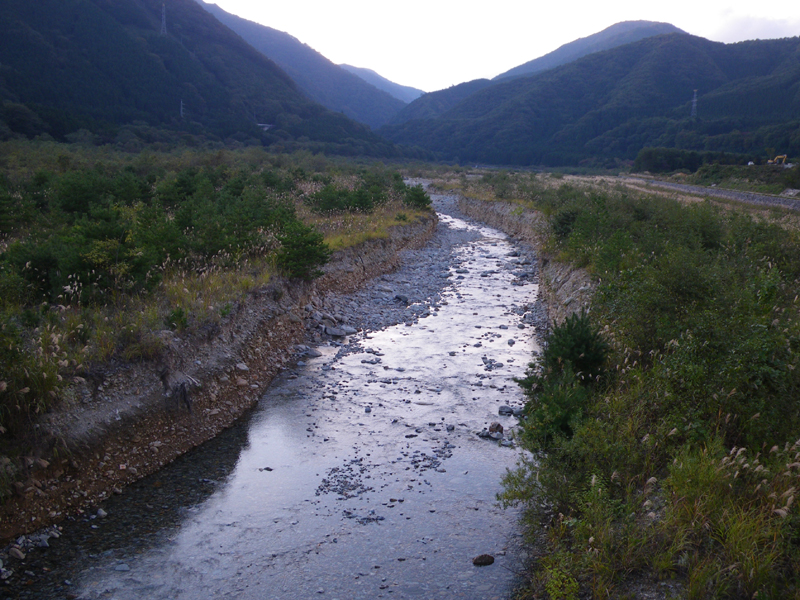
扇状地扇頂部の蛇尾川（蟇沼大橋付近）と大佐飛山地の山々。
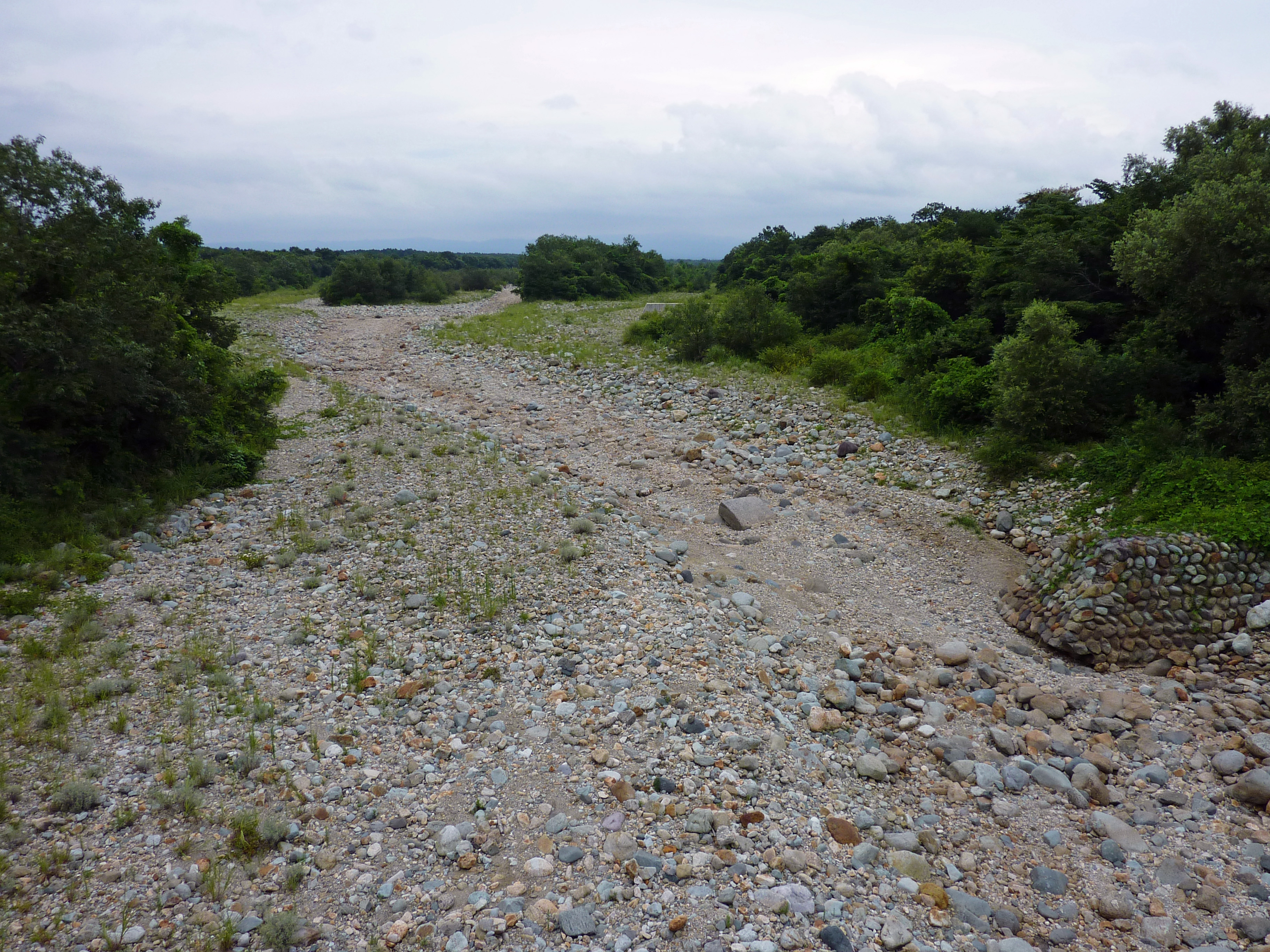
砂礫が厚く堆積し河川水が伏流する扇頂部付近（栃木県道30号塩那橋）の川床の様子。
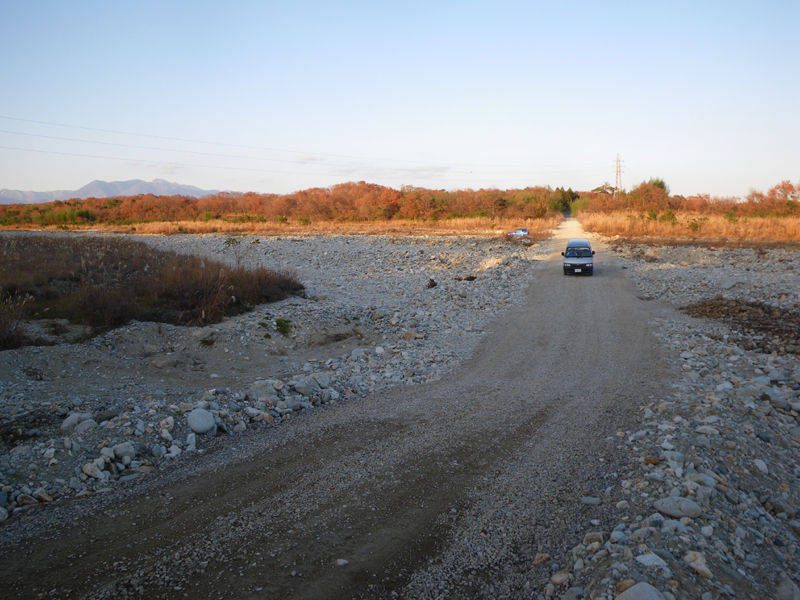
扇状地上の蛇尾川には、このように川床を横断する道路（洗い越し）もある[4]。
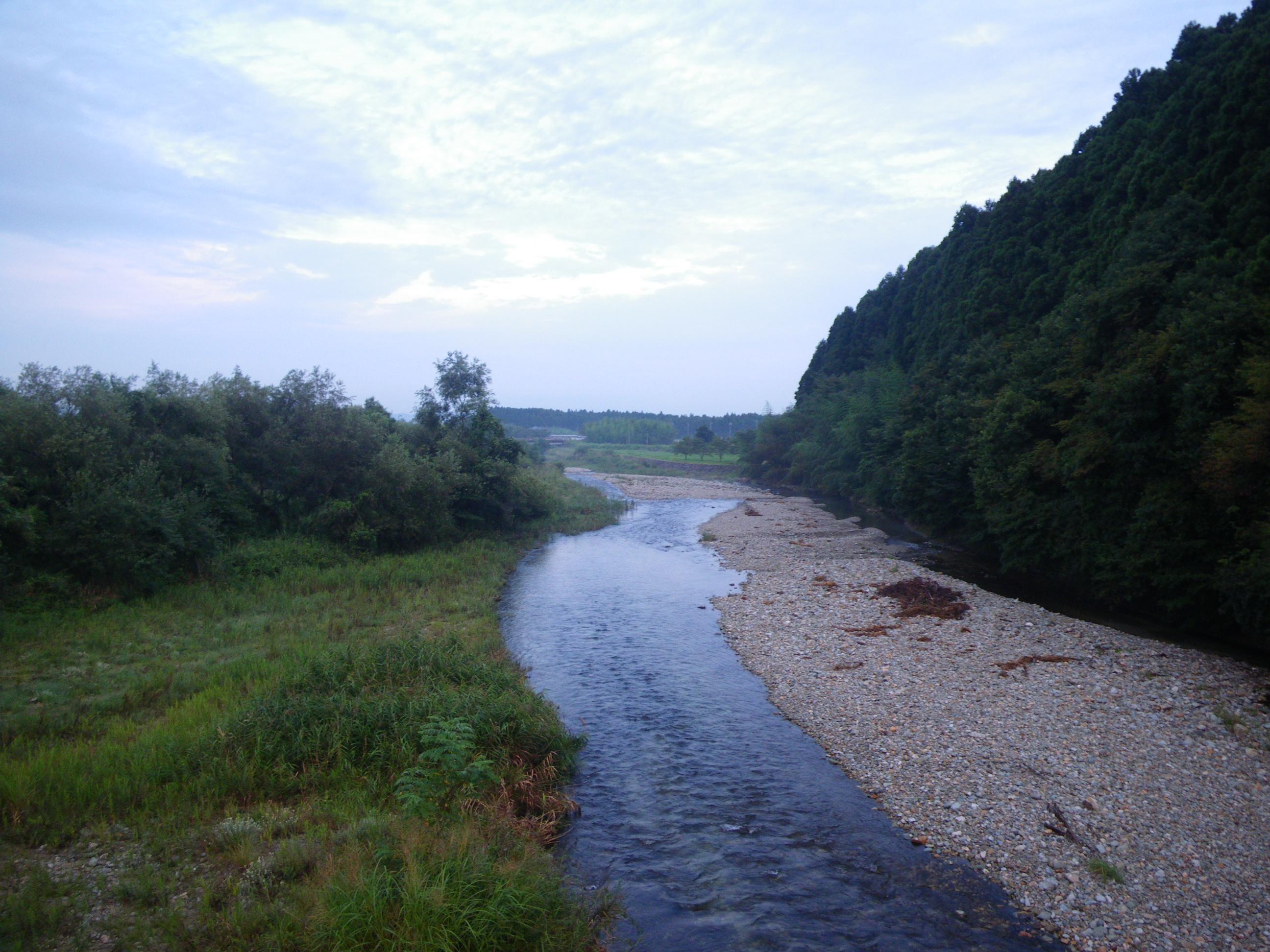
扇状地扇端部の再湧水地点付近より下流側を望む。
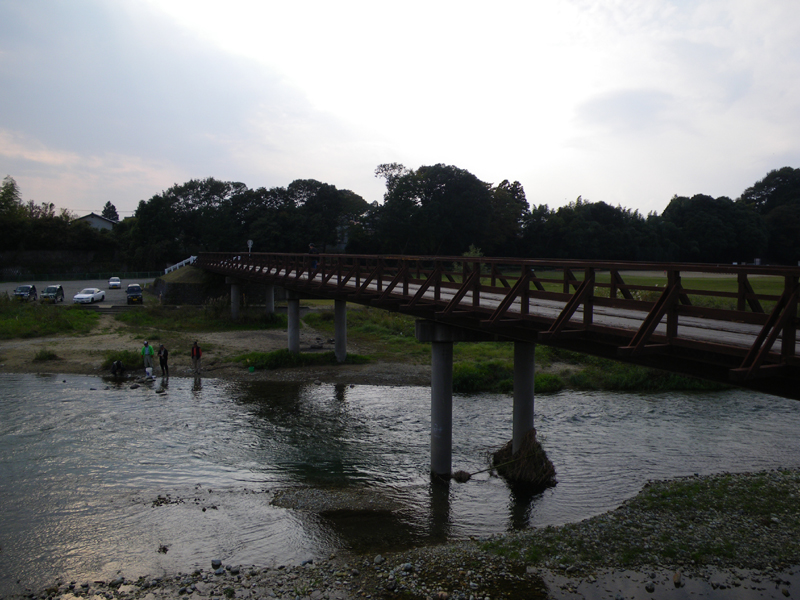
大田原城址付近の蛇尾川。大田原市域では豊富な水量のある川となる。